# Microtransat
De Microtransat is een zeilrace voor autonome (onbemande) zeilboten over de Atlantische Oceaan. Onderweg moeten de boten volledig zelfstandig navigeren, er mag dus geen informatie naar de boot toegestuurd worden. 
De 2009 editie van deze race is afgelast omdat er maar twee deelnemers waren. Veel universiteitsteams hadden te kampen met kleinere budgetten in verband met de heersende crisis.
In de editie van 2010 is door een aantal afvallers maar 1 boot van start gegaan: de  Pinta van Aberystwyth university uit Wales startte op 11 september. Helaas is de boot na enkele dagen al spoorloos verdwenen, waarschijnlijk door een computerstoring.
Het startpunt voor de race in 2011 ligt ook weer in Europa, de finish in de Caraïben. Gestart kan er worden tussen 31 augustus en 30 september. 
Het voorlopig enige Nederlandse team is het "Dutch Robotic Sailing Team".